# 谢尔盖·戈连科
谢尔盖·谢尔盖耶维奇·戈连科（俄语：Сергей Сергеевич Горенко，1982年4月6日—2022年9月16日），男，卢甘斯克人民共和国政治人物，2019年起任该国检察长。2022年在办公室遭到爆炸袭击身亡。

## 生平
1982年，谢尔盖·戈连科生于苏联乌克兰苏维埃社会主义共和国伏罗希洛夫格勒州斯维尔德洛夫斯克。1999年进入卢甘斯克州内政部工作。2006年毕业于卢甘斯克国立内政大学。
2014年至2015年，谢尔盖·戈连科出任卢甘斯克人民共和国第一副检察长。2015年2月，任第一副总检察长。2017年12月，任代理总检察长。2019年11月，任总检察长。
2022年9月16日，谢尔盖·戈连科在办公大楼遭到爆炸袭击身亡。一同身亡的还有自2017年12月起任副总检察长的同事叶卡捷琳娜·斯捷格连科。